# ديك فير
ديك فير (بالإنجليزية: Dick Fair)‏ هو ممثل أسترالي، ولد في 1907، وتوفي في 1982.

## وصلات خارجية
- ديك فير على موقع IMDb (الإنجليزية)
- ديك فير على موقع قاعدة بيانات الفيلم (الإنجليزية)